# Interlands Belizaans voetbalelftal 2000-2009
Deze pagina toont een chronologisch en gedetailleerd overzicht van de interlands die het Belizaans voetbalelftal speelde in de periode 2000 – 2009. Pas in 1995 speelde het Midden-Amerikaanse land zijn eerste officiële voetbalinterland uit de geschiedenis. De allereerste overwinning kwam in 2001, toen Nicaragua met 2-0 werd verslagen in eigen huis.

## Interlands

### 2000
|                                                | |       |        |                                                                                         |
| 5 maart WK-kwalificatie № 9 «onderlinge duels» | El Salvador                                                                                        | 5 – 0 | Belize | Estadio Cuscatlán, San Salvador Toeschouwers: 14.567 Scheidsrechter: Nelson Calix (HON) |
| 5 maart WK-kwalificatie № 9 «onderlinge duels» | Roberto Martínez 14' Jorge Rodríguez 31' Raúl Díaz Arce 69' Ronald Cerritos 79' William Torres 81' |       |        | Estadio Cuscatlán, San Salvador Toeschouwers: 14.567 Scheidsrechter: Nelson Calix (HON) |

|                                                  |                 |       |                                    | |
| 19 maart WK-kwalificatie № 10 «onderlinge duels» | Belize          | 1 – 2 | Guatemala                          | Estadio Francisco Morazán, San Pedro Sula Toeschouwers: 2.500 Scheidsrechter: Rafael Pedroza (PAN) |
| 19 maart WK-kwalificatie № 10 «onderlinge duels» | Emory Núñez 40' |       | 33' Freddy García 76' Rudy Ramírez | Estadio Francisco Morazán, San Pedro Sula Toeschouwers: 2.500 Scheidsrechter: Rafael Pedroza (PAN) |

|                                                  |                  |       |                                                          |                                                                                            |
| 16 april WK-kwalificatie № 11 «onderlinge duels» | Belize           | 1 – 3 | El Salvador                                              | People's Stadium, Orange Walk Town Toeschouwers: 5.000 Scheidsrechter: Roger Miranda (NCA) |
| 16 april WK-kwalificatie № 11 «onderlinge duels» | Norman Núñez 66' |       | 6' Raúl Díaz Arce 51' Elmer Martínez 64' Jorge Rodríguez | People's Stadium, Orange Walk Town Toeschouwers: 5.000 Scheidsrechter: Roger Miranda (NCA) |

|                                                |           |       |        |                                                                                                 |
| 19 mei WK-kwalificatie № 12 «onderlinge duels» | Guatemala | 0 – 0 | Belize | Estadio Francisco Morazán, San Pedro Sula Toeschouwers: 3.500 Scheidsrechter: José Pineda (HON) |
| 19 mei WK-kwalificatie № 12 «onderlinge duels» |           |       |        | Estadio Francisco Morazán, San Pedro Sula Toeschouwers: 3.500 Scheidsrechter: José Pineda (HON) |

### 2001
|                                                    |                                   |       |           |                                                                          |
| 24 april Vriendschappelijk № 13 «onderlinge duels» | Belize                            | 2 – 0 | Nicaragua | MCC Grounds, Belize City Toeschouwers: onbekend Scheidsrechter: onbekend |
| 24 april Vriendschappelijk № 13 «onderlinge duels» | Vallan Symms ??' Norman Núñez ??' |       |           | MCC Grounds, Belize City Toeschouwers: onbekend Scheidsrechter: onbekend |

|                                                    |                                      |       |                  |                                                                          |
| 26 april Vriendschappelijk № 14 «onderlinge duels» | Belize                               | 2 – 1 | Nicaragua        | MCC Grounds, Belize City Toeschouwers: onbekend Scheidsrechter: onbekend |
| 26 april Vriendschappelijk № 14 «onderlinge duels» | Vallan Symms ??' Jermaine Zúñiga ??' |       | ??' Rudel Calero | MCC Grounds, Belize City Toeschouwers: onbekend Scheidsrechter: onbekend |

|                                                     |                                                                                   |       |        |                                                                                        |
| 23 mei Copa Centroamericana № 15 «onderlinge duels» | Costa Rica                                                                        | 4 – 0 | Belize | Estadio Olimpico, San Pedro Sula Toeschouwers: 2.500 Scheidsrechter: Nery Alfaro (ESA) |
| 23 mei Copa Centroamericana № 15 «onderlinge duels» | Rolando Fonseca 27' (pen.) Rolando Fonseca 37' Luis Marín 58' Rolando Fonseca 85' |       |        | Estadio Olimpico, San Pedro Sula Toeschouwers: 2.500 Scheidsrechter: Nery Alfaro (ESA) |

|                                                     |                                                           |       |                                                 |                                                                                          |
| 25 mei Copa Centroamericana № 16 «onderlinge duels» | Guatemala                                                 | 3 – 3 | Belize                                          | Estadio La Ceiba, Puerto Cortés Toeschouwers: 2.500 Scheidsrechter: Oscar Bardales (HON) |
| 25 mei Copa Centroamericana № 16 «onderlinge duels» | Denis Chen 23' Freddy García 26' Freddy García 85' (pen.) |       | 34' Dion Frazer 44' Dion Frazer 59' Mark Leslie | Estadio La Ceiba, Puerto Cortés Toeschouwers: 2.500 Scheidsrechter: Oscar Bardales (HON) |

|                                                  |                           |       |                          |                                                          |
| 4 juni Vriendschappelijk № 17 «onderlinge duels» | Cuba                      | 2 – 1 | Belize                   | onbekend Toeschouwers: onbekend Scheidsrechter: onbekend |
| 4 juni Vriendschappelijk № 17 «onderlinge duels» | Doelpuntenmakers onbekend |       | Doelpuntenmaker onbekend | onbekend Toeschouwers: onbekend Scheidsrechter: onbekend |

|                                                   |                                              |       |                                               |                                                                          |
| 24 juni Vriendschappelijk № 18 «onderlinge duels» | Belize                                       | 3 – 2 | Cuba                                          | MCC Grounds, Belize City Toeschouwers: onbekend Scheidsrechter: onbekend |
| 24 juni Vriendschappelijk № 18 «onderlinge duels» | Aáron Nolberto 52' Esquivel 78' Esquivel 82' |       | 31' Odelin Hernández 39' Miguel Ángel Gandara | MCC Grounds, Belize City Toeschouwers: onbekend Scheidsrechter: onbekend |

### 2002
|                                                    |                                                |       |                    |                                                                          |
| 27 maart Vriendschappelijk № 19 «onderlinge duels» | Belize                                         | 3 – 1 | Guyana             | MCC Grounds, Belize City Toeschouwers: onbekend Scheidsrechter: onbekend |
| 27 maart Vriendschappelijk № 19 «onderlinge duels» | Raúl Celiz 27' Bent Burgess 35' Don Fraser 75' |       | 26' Renwick Hutson | MCC Grounds, Belize City Toeschouwers: onbekend Scheidsrechter: onbekend |

### 2003
- Geen officiële interlands gespeeld

### 2004
|                                                           |                                                                              |       |        |                                                                                      |
| 13 juni WK-kwalificatie № 20 «onderlinge duels» 21:30 uur | Canada                                                                       | 4 – 0 | Belize | Richardson Stadium, Kingston Toeschouwers: 8.245 Scheidsrechter: Carlos Batres (GUA) |
| 13 juni WK-kwalificatie № 20 «onderlinge duels» 21:30 uur | Paul Peschisolido 38' Tomasz Radzinski 54' Kevin McKenna 75' Jim Brennan 83' |       |        | Richardson Stadium, Kingston Toeschouwers: 8.245 Scheidsrechter: Carlos Batres (GUA) |

|                                                 |        |                                                                                  |        |                                                                                   |
| 16 juni WK-kwalificatie № 21 «onderlinge duels» | Belize | 0 – 4                                                                            | Canada | Richardson Stadium, Kingston Toeschouwers: 5.124 Scheidsrechter: Ted Gordon (TRI) |
| 16 juni WK-kwalificatie № 21 «onderlinge duels» |        | 45' Tomasz Radzinski 63' Dwayne De Rosario 73' Dwayne De Rosario 85' Jim Brennan |        | Richardson Stadium, Kingston Toeschouwers: 5.124 Scheidsrechter: Ted Gordon (TRI) |

### 2005
|                                                          |                                                  |       |        |                                                                                                |
| 19 februari Copa Centroamericana № 22 «onderlinge duels» | Guatemala                                        | 2 – 0 | Belize | Estadio Mateo Flores, Guatemala-Stad Toeschouwers: 10.000 Scheidsrechter: Walter Quesada (CRC) |
| 19 februari Copa Centroamericana № 22 «onderlinge duels» | Edwin Villatoro 35' Juan Carlos Plata 72' (pen.) |       |        | Estadio Mateo Flores, Guatemala-Stad Toeschouwers: 10.000 Scheidsrechter: Walter Quesada (CRC) |

|                                                          |        |                                                                           |          |                                                                                              |
| 21 februari Copa Centroamericana № 23 «onderlinge duels» | Belize | 0 – 4                                                                     | Honduras | Estadio Mateo Flores, Guatemala-Stad Toeschouwers: 3.000 Scheidsrechter: Donald Campos (NCA) |
| 21 februari Copa Centroamericana № 23 «onderlinge duels» |        | 7' Wilmer Velásquez 33' Milton Núñez 80' Milton Núñez 88' Wilson Palacios |          | Estadio Mateo Flores, Guatemala-Stad Toeschouwers: 3.000 Scheidsrechter: Donald Campos (NCA) |

|                                                          |                         |       |        |                                                                                               |
| 23 februari Copa Centroamericana № 24 «onderlinge duels» | Nicaragua               | 1 – 0 | Belize | Estadio Mateo Flores, Guatemala-Stad Toeschouwers: 3.000 Scheidsrechter: Walter Quesada (CRC) |
| 23 februari Copa Centroamericana № 24 «onderlinge duels» | Juan Carlos Vilchez 85' |       |        | Estadio Mateo Flores, Guatemala-Stad Toeschouwers: 3.000 Scheidsrechter: Walter Quesada (CRC) |

### 2006
- Geen officiële interlands gespeeld

### 2007
|                                                         |                                      |       |                     |                                                                                           |
| 8 februari Copa Centroamericana № 25 «onderlinge duels» | El Salvador                          | 2 – 1 | Belize              | Estadio Cuscatlán, San Salvador Toeschouwers: 12.857 Scheidsrechter: Walter Quesada (CRC) |
| 8 februari Copa Centroamericana № 25 «onderlinge duels» | Juan Díaz 25' Eliseo Quintanilla 55' |       | 64' Deris Benavides | Estadio Cuscatlán, San Salvador Toeschouwers: 12.857 Scheidsrechter: Walter Quesada (CRC) |

|                                                          |        |                    |           |                                                                                         |
| 10 februari Copa Centroamericana № 26 «onderlinge duels» | Belize | 0 – 1              | Guatemala | Estadio Cuscatlán, San Salvador Toeschouwers: 8.106 Scheidsrechter: Rolando Vidal (PAN) |
| 10 februari Copa Centroamericana № 26 «onderlinge duels» |        | 8' Gustavo Cabrera |           | Estadio Cuscatlán, San Salvador Toeschouwers: 8.106 Scheidsrechter: Rolando Vidal (PAN) |

|                                                          |                                                                              |       |                                     |                                                                                           |
| 12 februari Copa Centroamericana № 27 «onderlinge duels» | Nicaragua                                                                    | 4 – 2 | Belize                              | Estadio Cuscatlán, San Salvador Toeschouwers: 15.432 Scheidsrechter: Walter Quesada (CRC) |
| 12 februari Copa Centroamericana № 27 «onderlinge duels» | Emilio Palacios 12' Emilio Palacios 20' Milton Busto 28' Emilio Palacios 68' |       | 25' Deon McCauley 34' Deon McCauley | Estadio Cuscatlán, San Salvador Toeschouwers: 15.432 Scheidsrechter: Walter Quesada (CRC) |

### 2008
|                                                      |        |                     |             |                                                                                      |
| 23 januari Vriendschappelijk № 28 «onderlinge duels» | Belize | 0 – 1               | El Salvador | Estadio Norman Broaster, San Ignacio Toeschouwers: onbekend Scheidsrechter: onbekend |
| 23 januari Vriendschappelijk № 28 «onderlinge duels» |        | 22' Alfredo Pacheco |             | Estadio Norman Broaster, San Ignacio Toeschouwers: onbekend Scheidsrechter: onbekend |

|                                                                      |                                                        |       |                      |                                                                                              |
| 6 februari WK-kwalificatie № 29 «onderlinge duels» 15:00 uur (UTC−6) | Belize                                                 | 3 – 1 | Saint Kitts en Nevis | Estadio Mateo Flores, Guatemala-Stad Toeschouwers: 500 Scheidsrechter: Howard Stennett (JAM) |
| 6 februari WK-kwalificatie № 29 «onderlinge duels» 15:00 uur (UTC−6) | Deon McCauley 7' Harrison Roches 23' Deon McCauley 41' |       | 13' Gerard Williams  | Estadio Mateo Flores, Guatemala-Stad Toeschouwers: 500 Scheidsrechter: Howard Stennett (JAM) |

|                                                                    |                      |       |                 |                                                                               |
| 26 maart WK-kwalificatie № 30 «onderlinge duels» 19:00 uur (UTC−4) | Saint Kitts en Nevis | 1 – 1 | Belize          | Warner Park, Basseterre Toeschouwers: 2.000 Scheidsrechter: Neal Brizan (TRI) |
| 26 maart WK-kwalificatie № 30 «onderlinge duels» 19:00 uur (UTC−4) | Orlando Mitchum 84'  |       | 39' Elroy Smith | Warner Park, Basseterre Toeschouwers: 2.000 Scheidsrechter: Neal Brizan (TRI) |

|                                                            |                                                |       |        |                                                                                            |
| 23 mei Vriendschappelijk № 31 «onderlinge duels» 19:00 uur | Honduras                                       | 2 – 0 | Belize | Estadio Olimpico, San Pedro Sula Toeschouwers: onbekend Scheidsrechter: Erick Andino (HON) |
| 23 mei Vriendschappelijk № 31 «onderlinge duels» 19:00 uur | Víctor Bernárdez 3' (pen.) Georgie Welcome 12' |       |        | Estadio Olimpico, San Pedro Sula Toeschouwers: onbekend Scheidsrechter: Erick Andino (HON) |

|                                                                   |        |                                             |        |                                                                                      |
| 15 juni WK-kwalificatie № 32 «onderlinge duels» 15:30 uur (UTC−5) | Belize | 0 – 2                                       | Mexico | Reliant Stadium, Houston Toeschouwers: 50.137 Scheidsrechter: Javier Santillán (ANT) |
| 15 juni WK-kwalificatie № 32 «onderlinge duels» 15:30 uur (UTC−5) |        | 66' Carlos Vela 90+2' (pen.) Jared Borgetti |        | Reliant Stadium, Houston Toeschouwers: 50.137 Scheidsrechter: Javier Santillán (ANT) |

|                                                                   | |       |        |                                                                                               |
| 21 juni WK-kwalificatie № 33 «onderlinge duels» 21:00 uur (UTC−5) | Mexico | 7 – 0 | Belize | Estadio Universitario, San Nicolás Toeschouwers: 42.000 Scheidsrechter: Silviu Petrescu (CAN) |
| 21 juni WK-kwalificatie № 33 «onderlinge duels» 21:00 uur (UTC−5) | Carlos Vela 7' Andrés Guardado 33' Fernando Arce 45+1' Fernando Arce 48' Jared Borgetti 62' Tervor Lennen 90+2' (e.d.) Jared Borgetti 90+4' |       |        | Estadio Universitario, San Nicolás Toeschouwers: 42.000 Scheidsrechter: Silviu Petrescu (CAN) |

### 2009
|                                                                   |                                       |       |                     | |
| 22 januari Copa Centroamericana № 34 «onderlinge duels» 19:30 uur | Honduras                              | 2 – 1 | Belize              | Estadio Tiburcio Carías Andino, Tegucigalpa Toeschouwers: 20.000 Scheidsrechter: Roberto Moreno (PAN) |
| 22 januari Copa Centroamericana № 34 «onderlinge duels» 19:30 uur | Amado Guevara 32' Walter Martínez 61' |       | 86' Lisbey Castillo | Estadio Tiburcio Carías Andino, Tegucigalpa Toeschouwers: 20.000 Scheidsrechter: Roberto Moreno (PAN) |

|                                                                   |                  |       |                                                                                          | |
| 24 januari Copa Centroamericana № 35 «onderlinge duels» 15:00 uur | Belize           | 1 – 4 | El Salvador                                                                              | Estadio Tiburcio Carías Andino, Tegucigalpa Toeschouwers: 900 Scheidsrechter: Wálter Quesada (CRC) |
| 24 januari Copa Centroamericana № 35 «onderlinge duels» 15:00 uur | Jeromy James 73' |       | 11' (pen.) Alfredo Pacheco 30' (pen.) Alfredo Pacheco 75' Ramón Sánchez 88' Carlos Ayala | Estadio Tiburcio Carías Andino, Tegucigalpa Toeschouwers: 900 Scheidsrechter: Wálter Quesada (CRC) |

|                                                                   |                        |       |                 | |
| 26 januari Copa Centroamericana № 36 «onderlinge duels» 17:00 uur | Nicaragua              | 1 – 1 | Belize          | Estadio Tiburcio Carías Andino, Tegucigalpa Toeschouwers: 8.000 Scheidsrechter: Oscar Moncada (HON) |
| 26 januari Copa Centroamericana № 36 «onderlinge duels» 17:00 uur | Juan Ramón Barrera 66' |       | 27' Byron Usher | Estadio Tiburcio Carías Andino, Tegucigalpa Toeschouwers: 8.000 Scheidsrechter: Oscar Moncada (HON) |

FFB · A-internationals · Bondscoaches · Statistieken · Belizaans vrouwenelftal
1990 – 1999 ·
2000 – 2009 ·
2010 – 2019 ·
2020 − 2029
1995 · 
1996 · 
1997 · 
1998 · 
1999 · 
2000 · 
2001 · 
2002 · 
2003 · 
2004 · 
2005 · 
2006 · 
2007 · 
2008 · 
2009 · 
2010 · 
2011 · 
2012 · 
2013 · 
2014 ·
2015 ·
2016 ·
2017 ·
2018 ·
2019 ·
2020 ·
2021 ·
2022 ·
2023 ·
2024
Anguilla ·
Bahama's ·
Barbados ·
Bermuda ·
Canada ·
Costa Rica ·
Cuba ·
Dominicaanse Republiek ·
El Salvador ·
Grenada ·
Guatemala ·
Guyana ·
Haïti ·
Honduras ·
Kaaimaneilanden ·
Mexico ·
Montserrat ·
Nicaragua ·
Panama ·
Puerto Rico ·
Saint Kitts en Nevis ·
Saint Vincent en de Grenadines ·
Trinidad en Tobago ·
Turks- en Caicoseilanden ·
Verenigde Staten
AFC-zone: Afghanistan · Australië · Bahrein · Bangladesh · Bhutan · Brunei · Cambodja · China · Filipijnen · Guam · Hongkong · India · Indonesië · Iran · Irak · Japan · Jemen · Jordanië · Koeweit · Kirgizië · Laos · Libanon · Macau · Maleisië · Maldiven · Mongolië · Myanmar · Nepal · Noord-Korea · Oezbekistan · Oman · Oost-Timor · Pakistan · Palestina · Qatar · Saoedi-Arabië · Singapore · Sri Lanka · Syrië · Tadzjikistan · Taiwan · Thailand · Turkmenistan · Verenigde Arabische Emiraten · Vietnam · Zuid-Korea

CAF-zone: Algerije · Angola · Benin · Botswana · Burkina Faso · Burundi · Centraal-Afrikaanse Republiek · Comoren · Congo-Brazzaville · Congo-Kinshasa · Djibouti · Egypte · Equatoriaal-Guinea · Eritrea · Ethiopië · Gabon · Gambia · Ghana · Guinee · Guinee-Bissau · Ivoorkust · Kaapverdië · Kameroen · Kenia · Lesotho · Liberia · Libië · Madagaskar · Malawi · Mali  ·Mauritanië · Mauritius · Marokko · Mozambique · Namibië · Niger · Nigeria · Oeganda · Rwanda · Sao Tomé en Principe · Senegal · Seychellen · Sierra Leone · Soedan · Somalië · Swaziland · Tanzania · Togo · Tsjaad · Tunesië · Zambia · Zimbabwe · Zuid-Afrika

CONCACAF-zone: Amerikaanse Maagdeneilanden · Anguilla · Antigua en Barbuda · Aruba · Bahama's · Barbados · Belize · Bermuda · Britse Maagdeneilanden · Canada · Kaaimaneilanden · Costa Rica · Cuba · Dominica · Dominicaanse Republiek · El Salvador · Frans Guyana · Grenada · Guadeloupe · Guatemala · Guyana · Haïti · Honduras · Jamaica · Martinique · Mexico · Montserrat · 
Nicaragua · Panama · Puerto Rico · Saint Kitts en Nevis · Saint Lucia · Saint Vincent en de Grenadines · Sint Maarten · Suriname · Trinidad en Tobago · Turks- en Caicoseilanden · Verenigde Staten

CONMEBOL-zone: Argentinië · Bolivia · Brazilië · Chili · Colombia · Ecuador · Paraguay · Peru · Uruguay · Venezuela

OFC-zone: Amerikaans-Samoa · Cookeilanden · Fiji · Nieuw-Caledonië · Nieuw-Zeeland · Papoea-Nieuw-Guinea · Samoa · Salomoneilanden · Tahiti · Tonga · Vanuatu

UEFA-zone: Albanië · Andorra · Armenië · Azerbeidzjan · België · Bosnië en Herzegovina · Bulgarije · Cyprus · Denemarken · Duitsland · Engeland · Estland · Faeröer · Finland · Frankrijk · Georgië · Griekenland · Hongarije · IJsland · Ierland · Israël · Italië · Kazachstan · Kroatië · Letland · Liechtenstein · Litouwen · Luxemburg · Macedonië · Malta · Moldavië · Montenegro · Nederland · Noord-Ierland · Noorwegen · Oekraïne · Oostenrijk · Polen · Portugal · Roemenië · Rusland · San Marino · Schotland · Servië · Servië en Montenegro · Slovenië · Slowakije · Spanje · Tsjechië · Turkije · Wales · Wit-Rusland · Zweden · Zwitserland